# アグド
アグド （Agde）は、フランス、オクシタニー地域圏、エロー県のコミューン。アグドは時に『地中海の黒真珠』（la perle noire de la Méditerranée）と呼ばれる。これはコミューン内の建物が長い間玄武岩でつくられてきたことに由来する。

## 地理

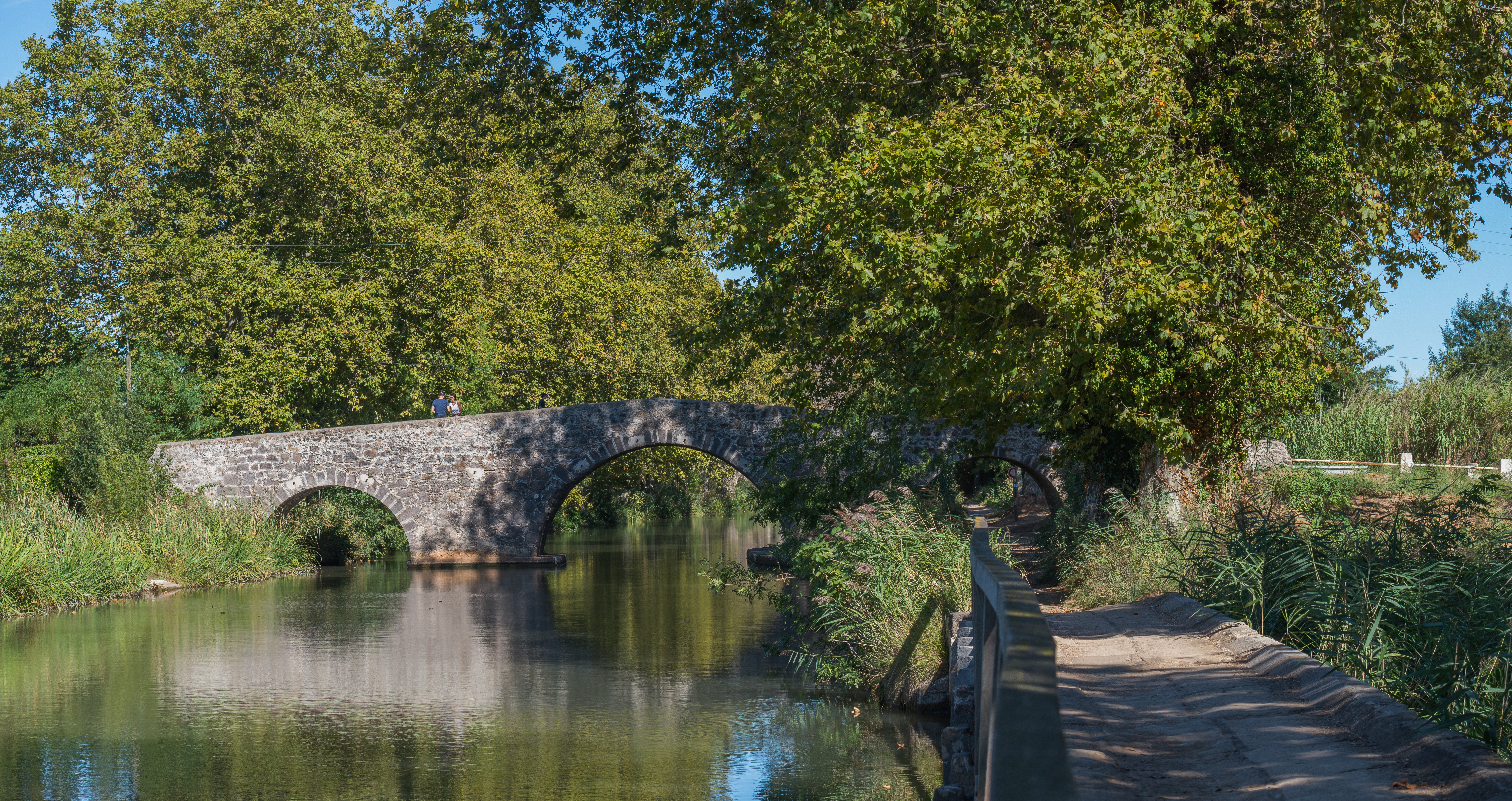

アグドはリオン湾の付け根に位置する。エロー川の河口はコミューンの南西にある。東は自然保護区でもあるバーニャ潟（fr）、南は地中海に接する。コミューンは総じて平坦で、大半の標高は10m以下である。かつて火山であったサン＝ルー山とその周辺の丘陵が標高100mを超える。この地理的状況から、エロー川の氾濫や海水の浸水でアグドは洪水の危険性が高い。特にエロー川左岸は3kmから4kmにわたって水浸しになる。

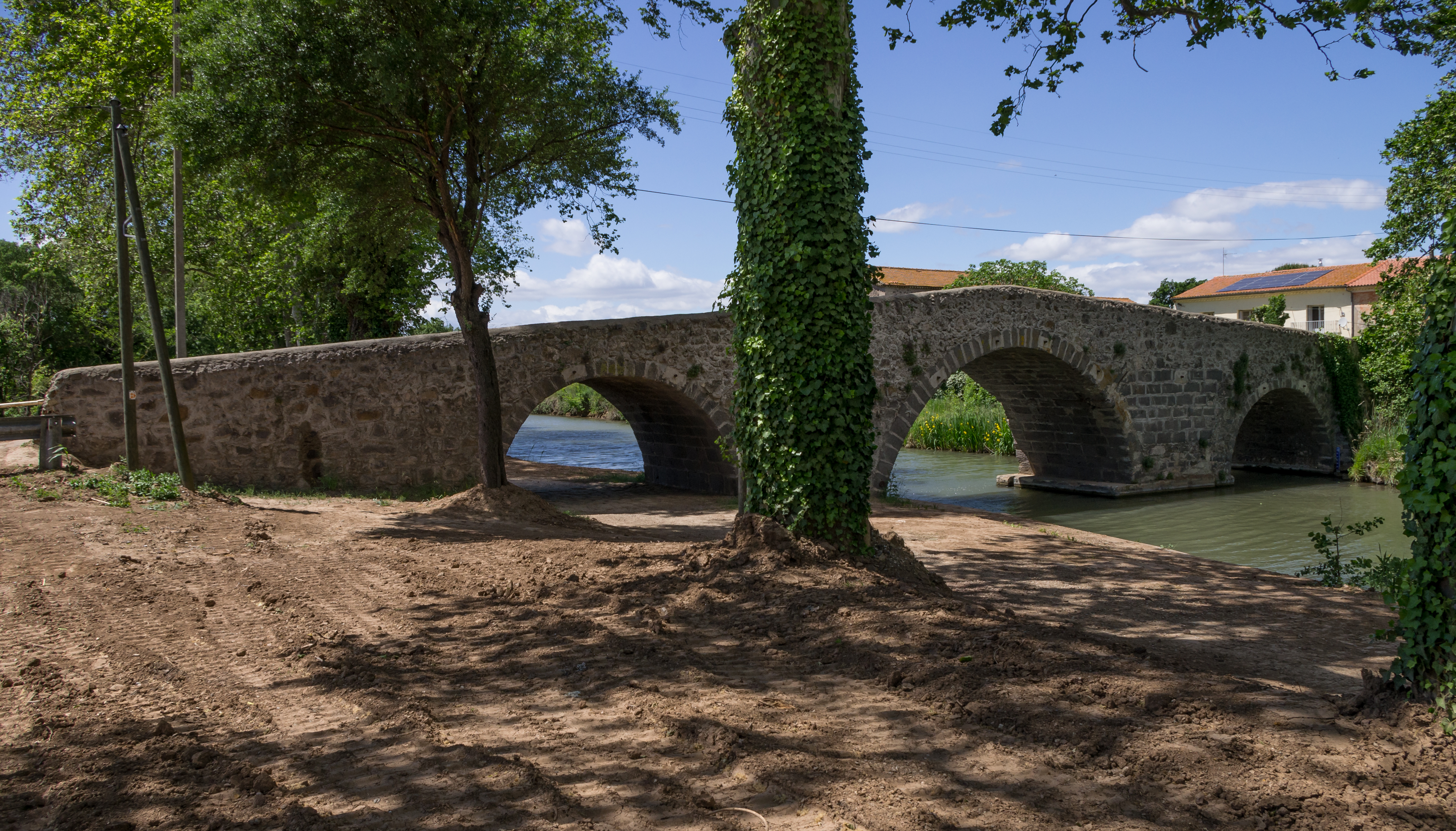
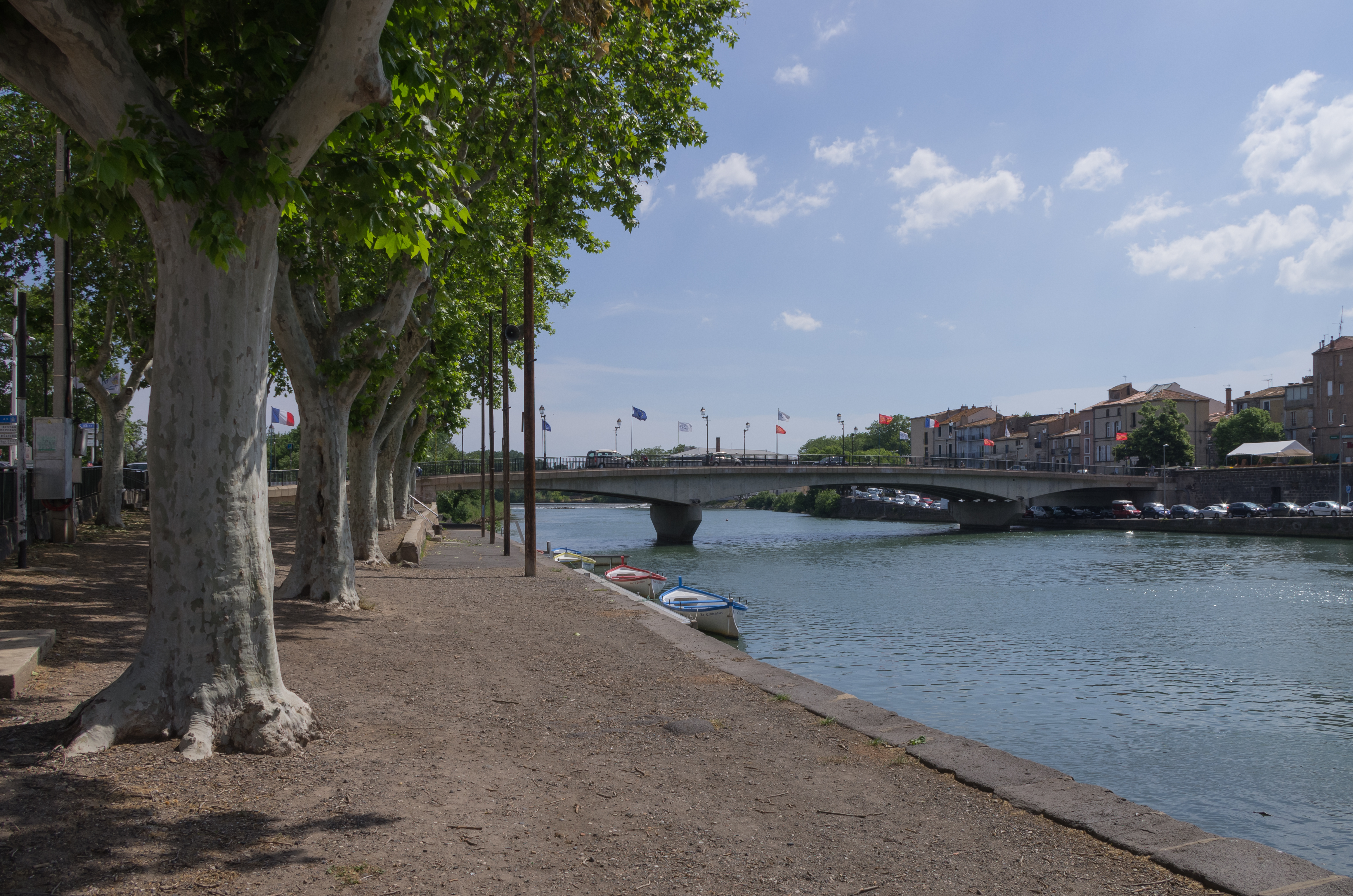

## 由来
Agdeとはギリシャ植民地時代の名前Αγαθή Τύχη (Agathé Tyché、幸運)またはΑγαθή πόλις (Agathé Polis、良い都市。ストラボンとプリニウスが記述)から派生した。オック語では同じつづりでアット（atte）と発音する。

## 歴史

### 古代から中世
アグド最初の定住者は、リグリア人とイベリア人であった。その後ケルト人が定住した。紀元前7世紀にはマッシリアからポカイア人が頻繁にアグド周辺を訪れた。アグドはマッシリアの植民地となった。ギリシャ人は穀物、羊毛、そして奴隷を売買していた。彼らはオリーブの製油方法とワイン生産をこの地に紹介した。また、地中海沿岸の塩湖周辺で製塩も行っていた。
475年頃、アグドを含むセプティマニア全体が、既にヒスパニアに定住していた西ゴート族に征服された。西ゴート時代は、7世紀にイスラム教徒が来襲するまで続いた。この時代にアグドには司教座が設置され、フランス革命で廃止されるまで約1400年間存続した。506年、アラリック2世（当時は西ゴートはアリウス派を信仰していた）時代にアグド教会会議が開かれた。
725年にサラセン人がアグドを征服したが、737年にカール大帝が奪還した。859年、ナントからやってきた、ハスティング率いるヴァイキングがアグドを略奪し、彼らはその後カマルグで冬を越した。

### 近現代

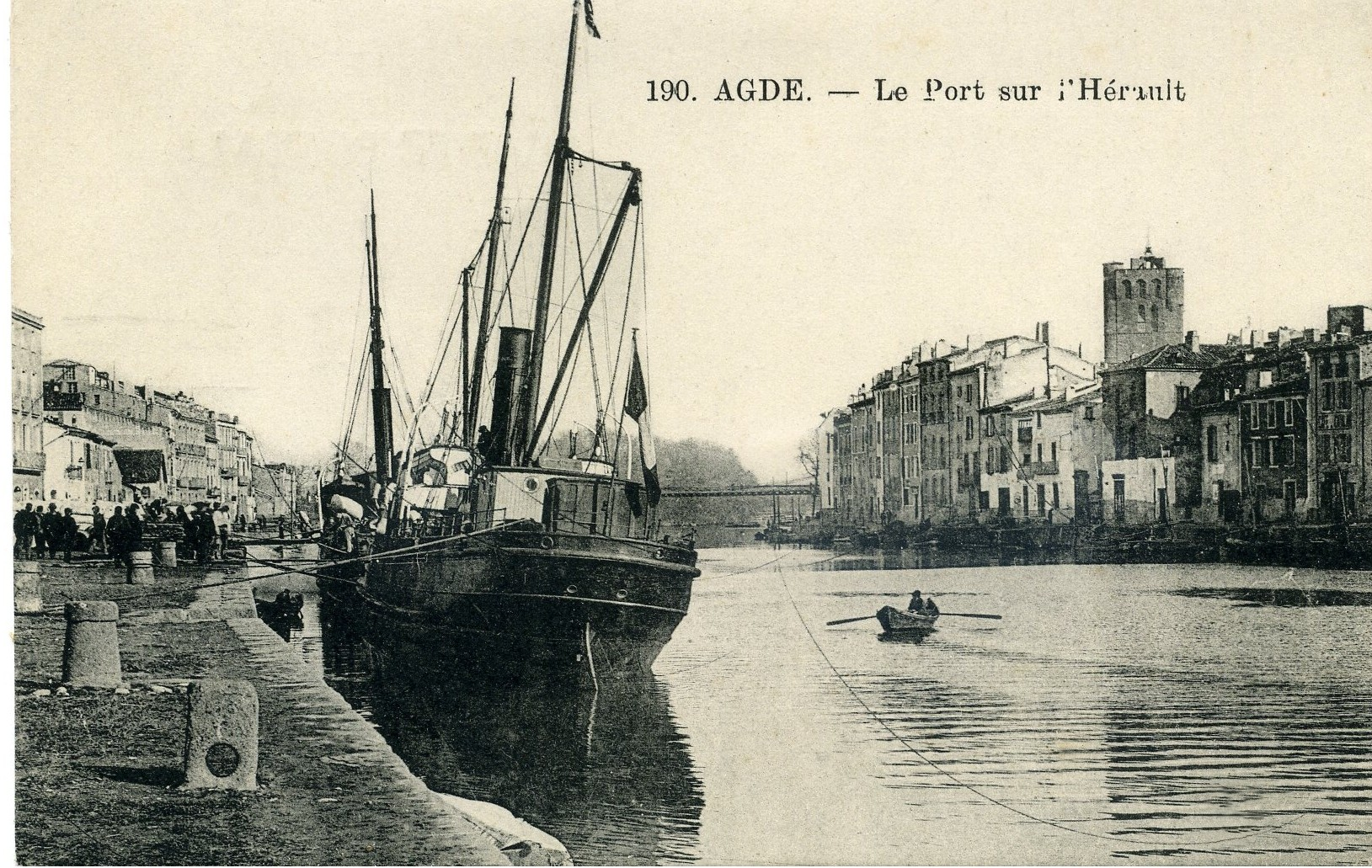
20世紀初頭のアグドの川港

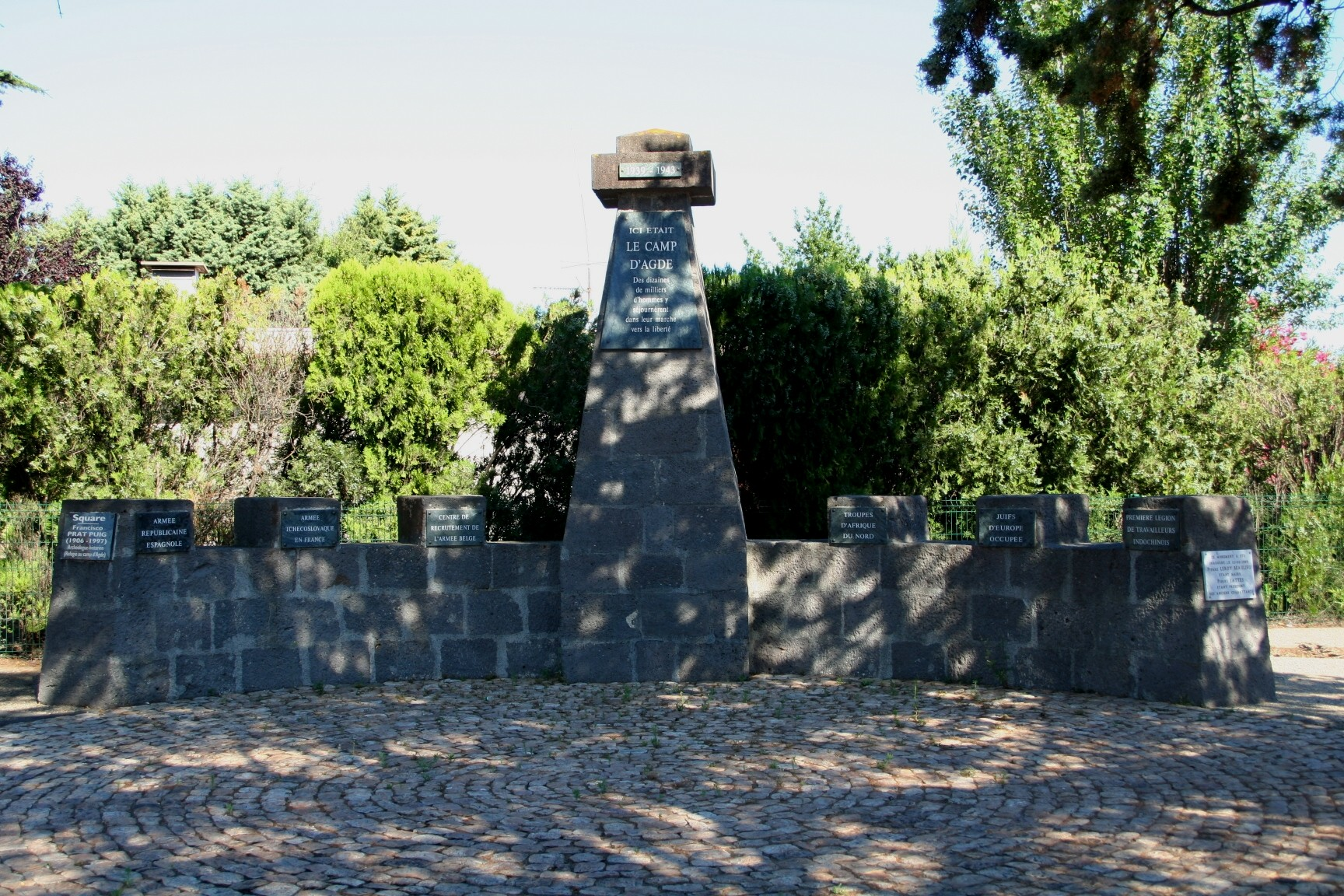
収容所跡地にたてられた記念碑

ユグノー戦争中の1562年、アグドはユグノー軍に占領された。
1630年、宰相リシュリューは、ラングドック沿岸のキャプ・ダグドに大規模な港を建設するよう命じた。1632年にはアグド沖合いのブレスク島での埠頭工事が着工した。しかし1642年に宰相が死去したことで、工事は中止しブレスク島の埠頭は1/3が完成した状態で打ち捨てられた。1675年、ベジエ＝トー湖間のミディ運河での船上輸送が始まった。
19世紀半ば以降、鉄道がアグドにやってきたことでアグド産ワインの売買が盛んになった。一方で、鉄道の到来はアグドの川港の衰退を招いた。

### 収容所
スペイン内戦末期の1939年、アグドにスペイン共和派を抑留するための収容所が設置された。小さなブースに分かれたアグド収容所は2万人を収容する予定であったが、実際は24,000人以上が収容されるという状況であった。1940年末にはヴィシー政府が30カ国、6000人ものフランス在住外国人をこの収容所へ移送した。このうち1000人以上が外国籍のユダヤ人たちであった。1943年秋に収容所は廃止され、1944年8月に解体された。
1942年11月、フランス自由地域（fr:Zone Libre）へ侵攻したドイツ軍がアグドを占領した。海上からの連合国上陸を防ぐため、ドイツ軍はアグドの海岸線沿いにブンカーを設置した。

## 経済
夏のリゾート地キャプ・ダグドやマリーナを持つアグドは観光業・商業が盛んである。かつてはブドウ栽培と漁業が経済の中心であった。

## みどころ
- サン＝テチエンヌ聖堂 - 1840年に歴史記念物指定された。コミューンを代表する建物で、12世紀のロマネスク様式。玄武岩でできた、要塞のような非常に厳しい外観。
- サン＝タンドレ教会 - 1984年に歴史記念物に指定された。5世紀につくられたが幾度もの改修が加えられている。506年にここでアグド教会会議が開かれた。

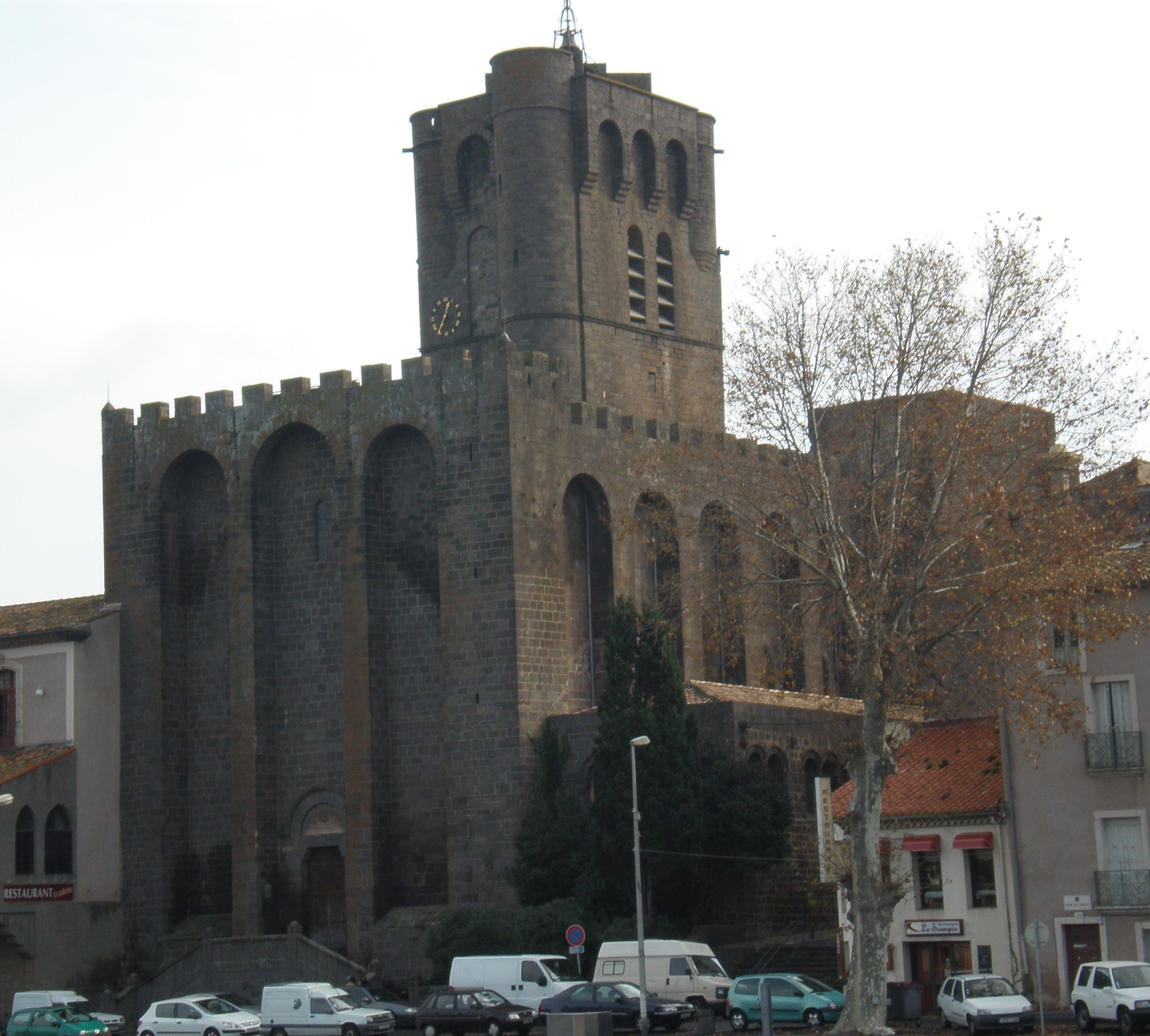
サン＝テチエンヌ聖堂
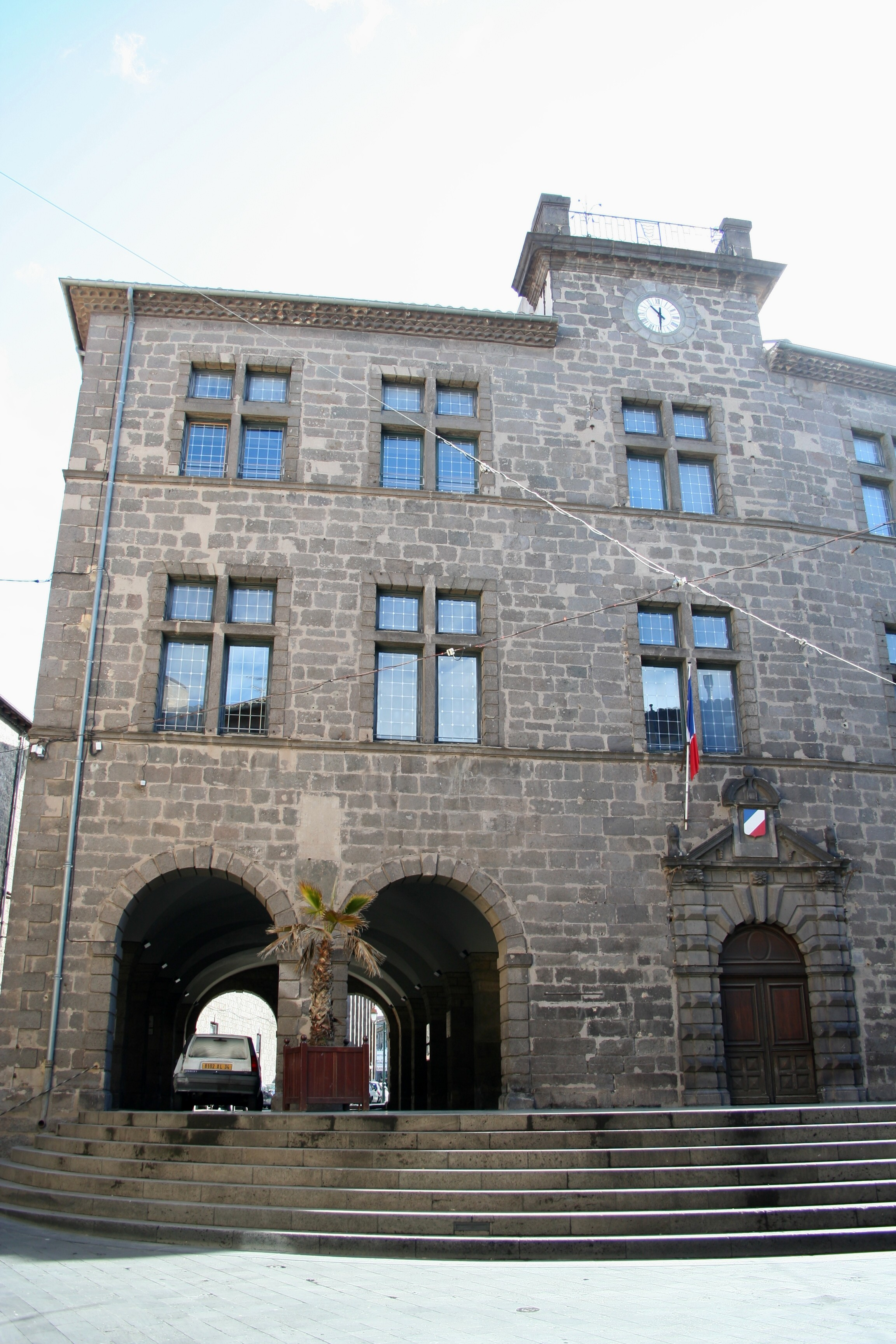
市街にある旧市庁舎
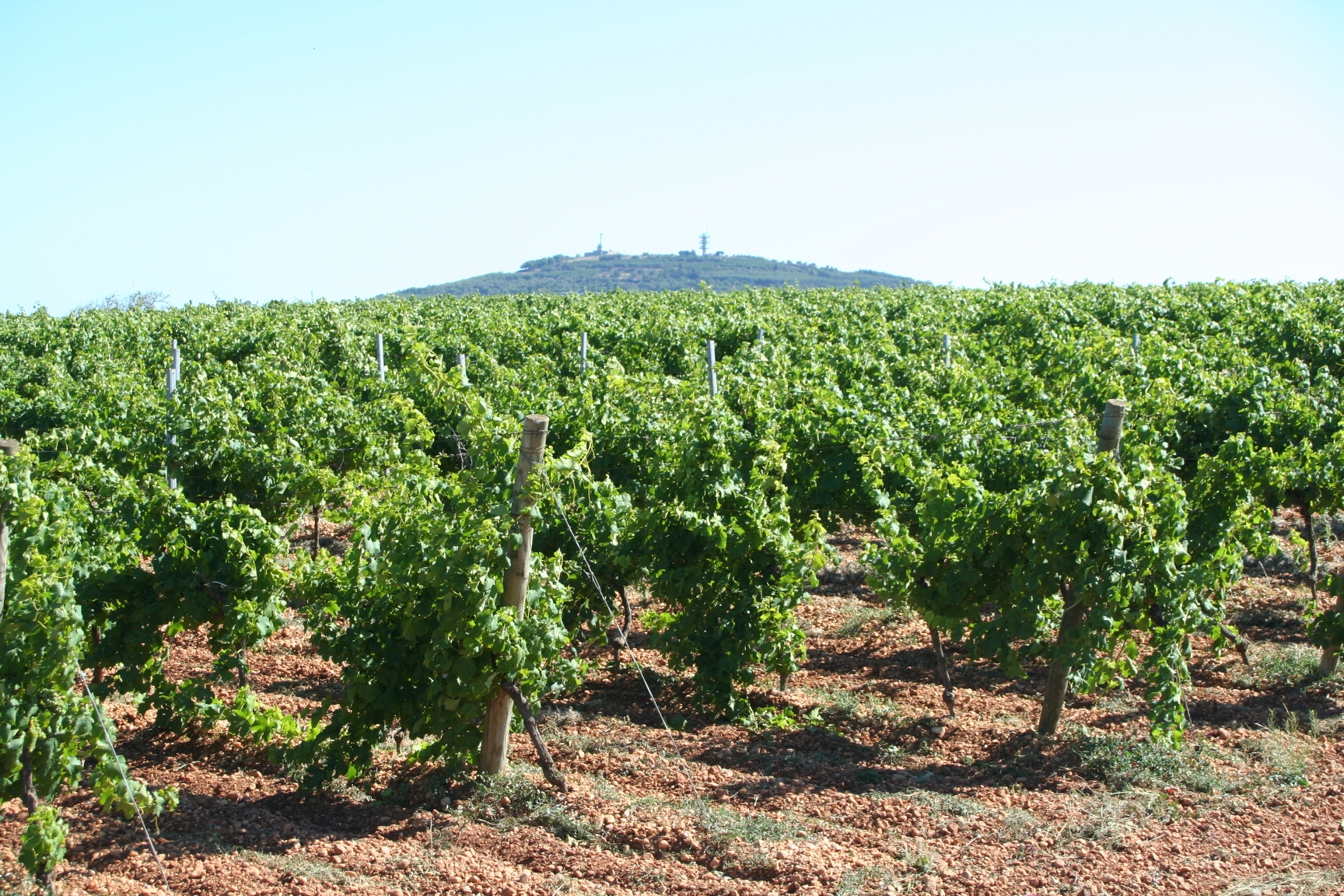
コミューン北部に広がるブドウ畑
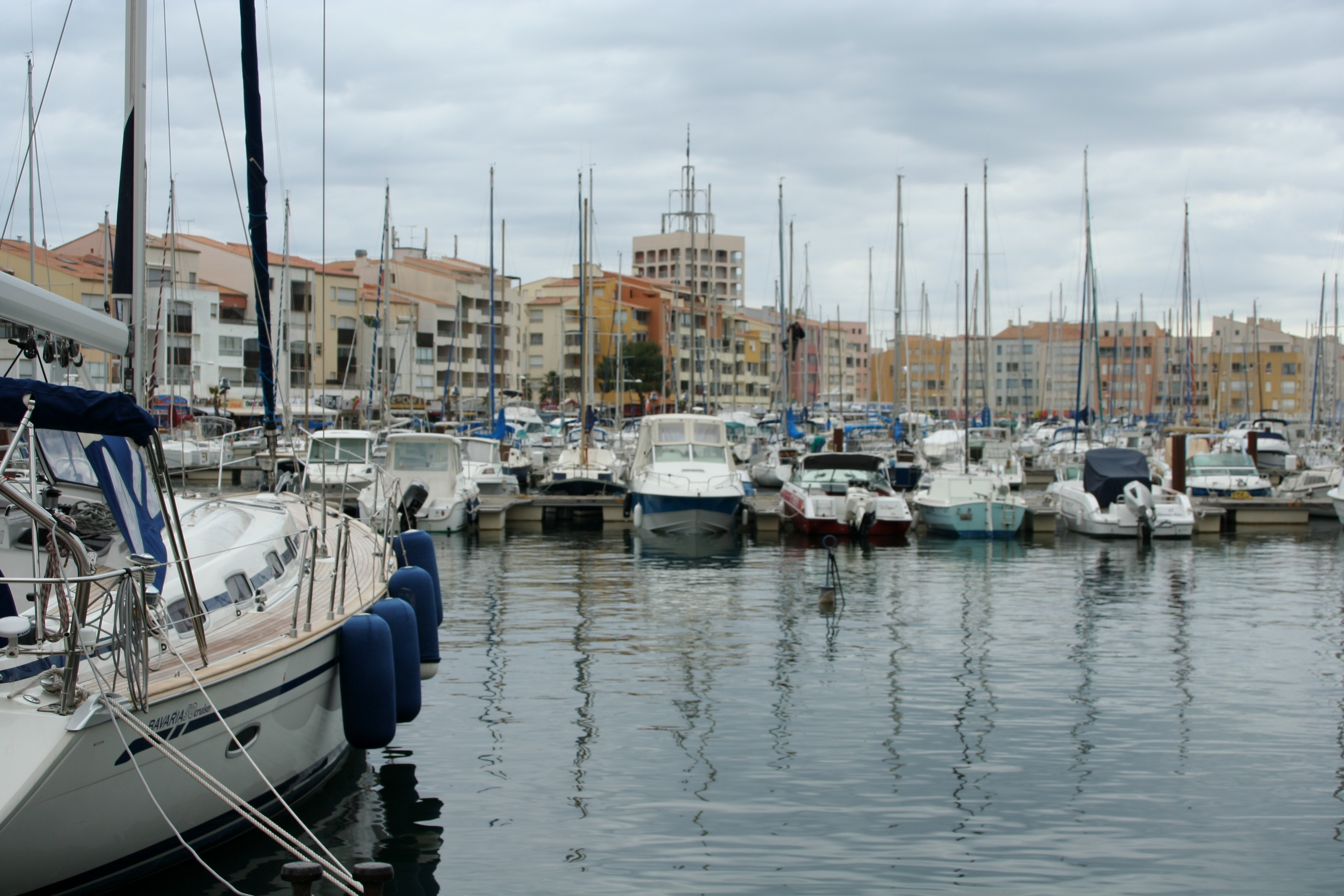
キャプ・ダグドのリシュリュー港
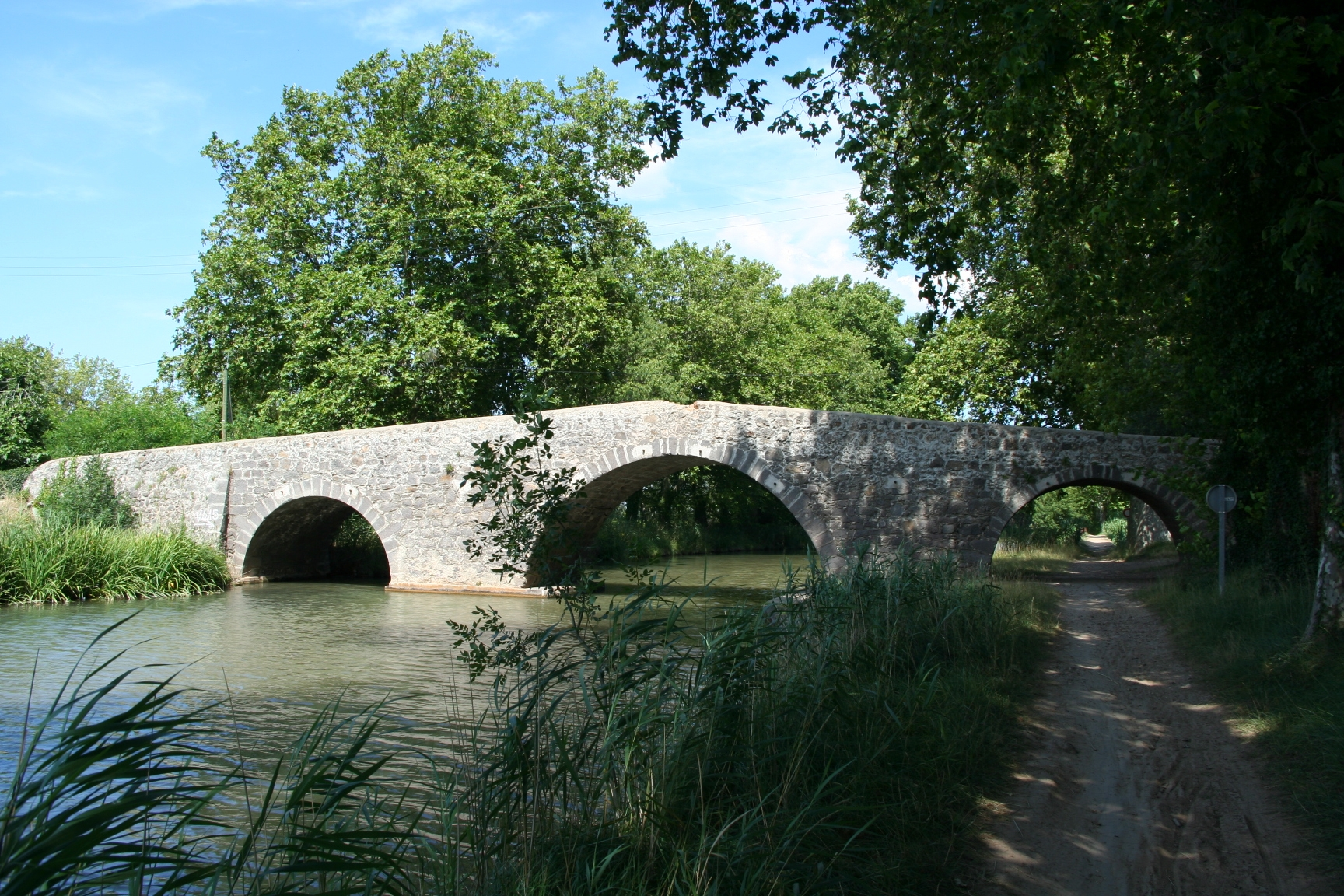
ミディ運河に架かるサン＝ジョゼフ橋
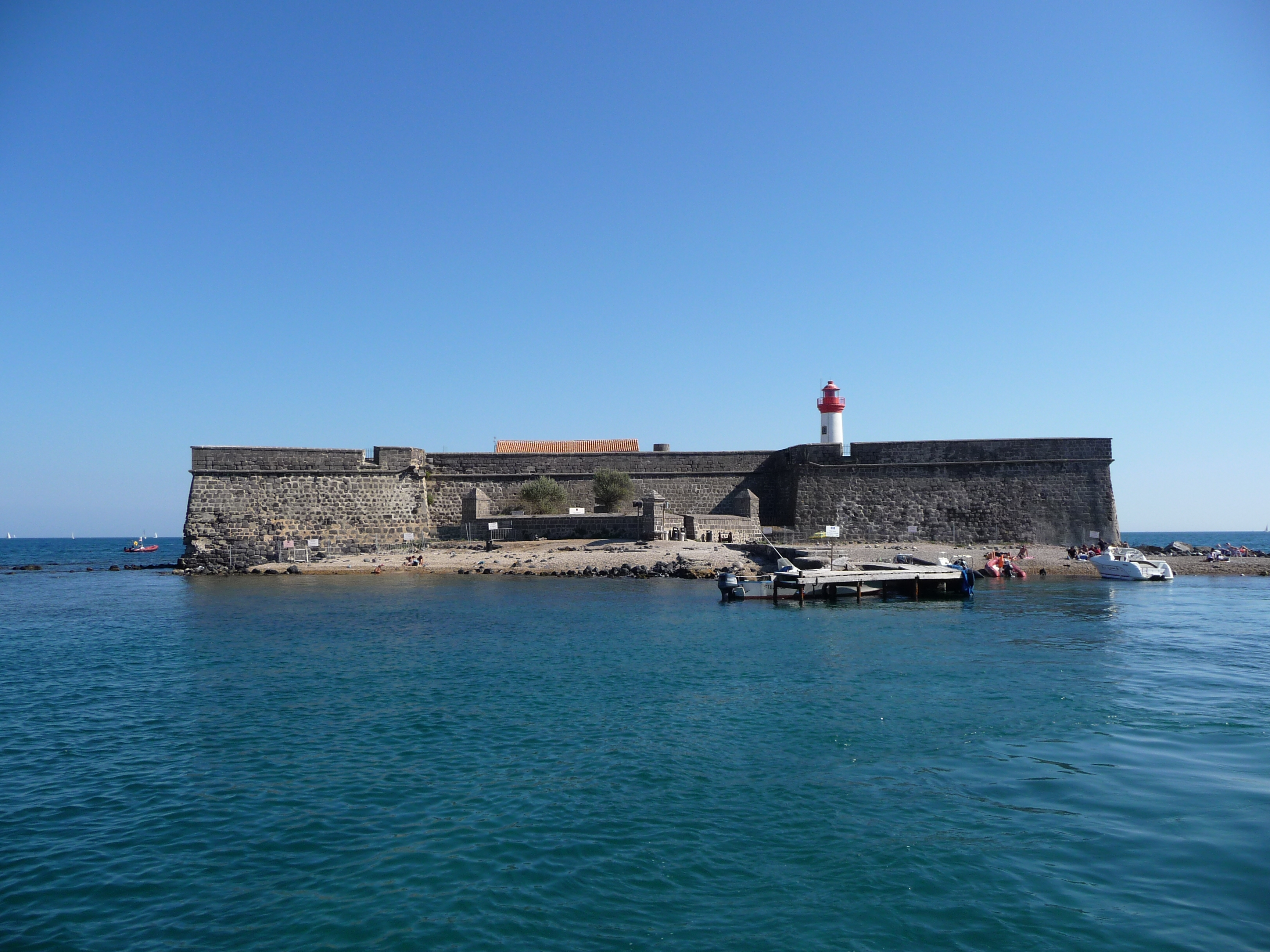
ブレスク島

## 交通
- 空港 - ベジエ空港
- 道路 - A9、A75
- 鉄道 - アグド駅
- ミディ運河 - コミューンの東から北にある。